# 3422 Рейд
3422 Рейд (3422 Reid) — астероїд головного поясу, відкритий 28 липня 1978 року.
Тіссеранів параметр щодо Юпітера — 3,314.